# Ніке Славік
Ніке Славік (нар. 1994) — німецька політична діячка, обрана депутатом Бундестагу від землі Північний Рейн-Вестфалія за списком Союзу 90/Зелених. Після обрання Славік, разом з колегою від Зелених Тессою Ганзерер, стала першою відкрито трансгендерною особою, обраною до парламенту Німеччини.

## Молодість і освіта
Славік народилася і виросла в Леверкузен-Опладені, де родина її матері жила кілька поколінь. Її батько емігрував до Леверкузена з польського регіону Сілезія наприкінці 1970-х років. Після закінчення середньої школи у 2012 році вона вступила до Університету Генріха Гейне в німецькому місті Дюссельдорф, де разом з медіа та комунікаціями вивчала англійстику та американістику. За час навчання в університеті вона навчалася за кордоном у місті Лестер, Англія, стажувалася в Європейському парламенті у Брюсселі.

## Політика до бундестагу
У 2009 році Славік приєдналася до молодіжної асоціації партії «Зелені», перш ніж стати членом правління «Молодих зелених» Дюссельдорфа в 2013—2015 роках. З 2015 по 2017 роки вона була членом правління Зеленої молоді у своєму рідному регіоні Північний Рейн-Вестфалія, а в 2017 році балотувалася як кандидат від Зелених до Ландтагу Північного Рейну-Вестфалії. Два роки по тому, під час виборів до Європарламенту в Німеччині 2019 року, вона балотувалася як кандидат від партії зелених до Європарламенту. З 2018 року вона працювала асистентом-дослідником у парламенті Північного Рейну-Вестфалії для депутатів Вібке Бремс та Маттіаса Болте.

## Депутатка Бундестагу
Славік була обрана до Бундестагу на федеральних виборах у Німеччині 2021 року за списком Партії зелених Північного Рейну — Вестфалії. Разом з колегою від «зелених» Тессою Ганзерер, Славік стала першою відкрито трансгендерною особою, обраною до парламенту Німеччини.

## Політичні позиції

### Клімат
Славік підтримує негайні дії Німеччини проти кліматичної кризи, включаючи повне припинення видобутку вугілля до 2030 року та перехід на 100 % відновлювану енергію. Вона також виступає за припинення будівництва нових доріг та розширень, а натомість пропонує інвестувати ці гроші у екологічні перевезення.

### Суспільні послуги
Славік виступає за підвищення мінімальної заробітної плати до 12 євро на годину та збільшення допомоги по безробіттю Hartz IV на 50 євро, а також за скасування санкцій, які застосовуються до одержувачів програми, які не відповідають певним умовам. Вона також зазначила, що підтримує потенційну заміну пільг на більш надійну систему.

### Соціальна справедливість
З метою просування прав маргіналізованих груп у Німеччині Славік підтримує створення всеохоплюючого федерального антидискримінаційного закону, який вимагає, щоб жінки складали щонайменше 50 % німецьких парламентарів та виконавчих комерційних рад, закон про самовизначення ідентичності для трансгендерних німців та припинення розриву в заробітній платі між жінками та чоловіками. Вона також підтримує загальнонаціональний план боротьби з расизмом, трансфобією, сексизмом та гомофобією всередині країни.

### Участь молоді
Славік виступає за зменшення віку голосування до 16 років, щоб сприяти збільшенню участі молоді в управлінні країною.